# Onthophagus baeri
Onthophagus baeri är en skalbaggsart som beskrevs av Antoine Boucomont 1914. Onthophagus baeri ingår i släktet Onthophagus och familjen bladhorningar. Inga underarter finns listade i Catalogue of Life.